# As Portas da Percepção
As Portas da Percepção, no original em inglês The Doors of Perception, é uma autobiografia escrita por Aldous Huxley. Publicada em 1954, discorre sobre sua experiência psicodélica sob o efeito da mescalina em maio de 1953. Huxley relembra os insights que experimentou, desde a "visão puramente estética" até a "visão sacramental", e reflete sobre suas implicações filosóficas e psicológicas. Em 1956, publicou Heaven and Hell, outro ensaio em que aprofunda essas reflexões. As duas obras têm sido muitas vezes publicadas juntas em edições e traduções posteriores; o título de ambos advém do poema The Marriage of Heaven and Hell (1973), de William Blake.
A obra provocou reações controversas por suas considerações acerca do uso de drogas psicodélicas como caminho para a abertura mística com grandes benefícios potenciais para a ciência, arte e religião. Enquanto muitos acharam o argumento convincente, outros, incluindo o escritor Thomas Mann, o monge vedântico Swami Prabhavananda, o filósofo Martin Buber e o pesquisador Robert Charles Zaehner, rebateram que os efeitos da mescalina são subjetivos e não devem ser confundidos com o misticismo religioso objetivo. O próprio Huxley continuou a tomar psicodélicos pelo resto de sua vida, assunto que retornou em seu romance Island, de 1962.

## Contextualização

### Mescalina
A mescalina é o principal agente psicodélico ativo dos cactos peiote e San Pedro, que são usados em cerimônias religiosas de indígenas nativo-americanos há milhares de anos. Arthur Heffter, farmacologista alemão, isolou os alcaloides no peiote em 1897. Estes incluíam a mescalina, demonstrada através de experimentos com animais como o composto responsável pelas propriedades psicoativas da planta. Em 1919, Ernst Späth, outro químico alemão, sintetizou a droga. Embora relatos pessoais sobre a ingestão do cacto tenham sido documentados por psicólogos como Weir Mitchell, nos Estados Unidos, e Havelock Ellis, no Reino Unido. Durante a década de 1890, o Heinrich Klüver foi o primeiro a estudar sistematicamente seus efeitos psicológicos em um pequeno livro chamado Mescal e Mechanisms of Hallucinations, publicado em 1928, que afirmava que a droga poderia ser usada para pesquisar o inconsciente.

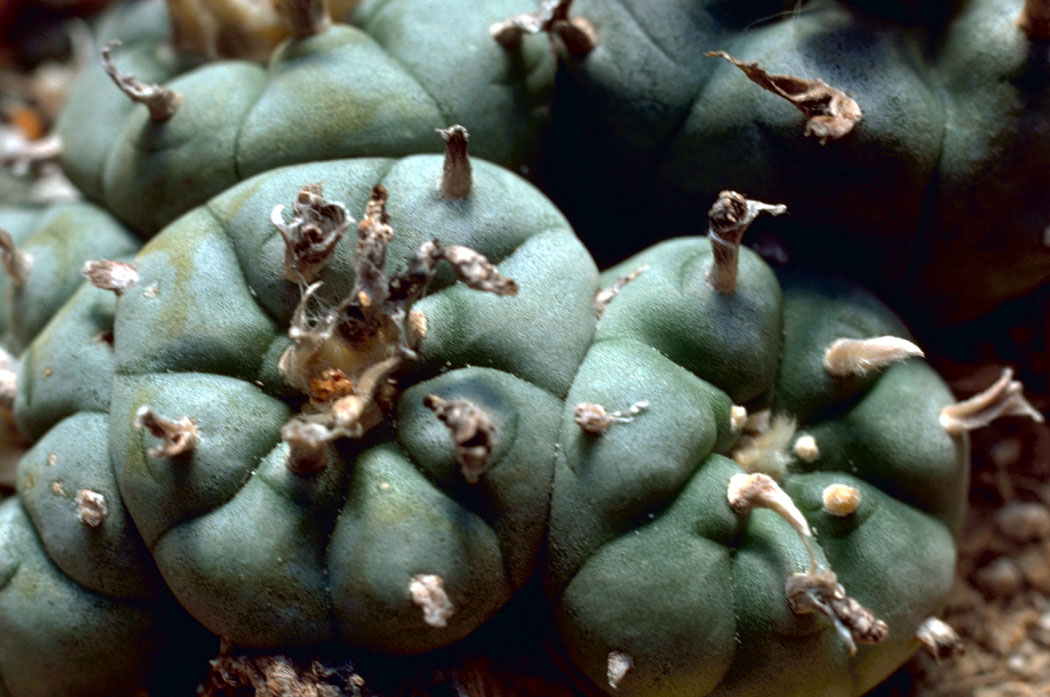
O cacto peiote, de onde deriva a mescalina.

Nos anos 1930, o antropólogo Weston La Barre publicou The Peyote Cult, o primeiro estudo do uso ritual do peiote como substância enteógena entre o povo huichol no oeste do México. La Barre observou que os usuários nativos do cacto o consumiam para obter visões de profecia, cura e força interior. A maioria dos projetos de pesquisa psiquiátrica sobre a droga na década de 1930 e no início da década de 1940 propunham analisar o papel da droga na mimetização da psicose. Em 1947, no entanto, a Marinha dos Estados Unidos empreendeu o Projeto Chatter, que examinou o potencial da droga como agente revelador da verdade. No início da década de 1950, quando Huxley escreveu seu livro, a mescalina ainda era considerada apenas um produto químico de interesse científico e estava listada no catálogo laboratorial da Parke-Davis. A mescalina também desempenhou um papel fundamental na influência da geração beat de poetas e escritores do final dos anos 1940 até o início dos anos 1960, dentre eles William S. Burroughs, Jack Kerouac e Allen Ginsberg — todos eles respeitados artistas contemporâneos de sua geração. Os trabalhos deles e de muitos outros artistas da época foram fortemente influenciados por formas de mescalina vendidas sem receita durante esse período, devido à sua potência e acessibilidade.
Huxley se interessava por assuntos espirituais e usava terapias alternativas há algum tempo. Em 1936 ele disse a T. S. Eliot que estava começando a meditar e também usava outras terapias; a Técnica de Alexander e o Método Bates tiveram particular importância para guiá-lo através de problemas pessoais. No final da década de 1930, ele se interessou pelo ensino espiritual do Vedanta e publicou The Perennial Philosophy em 1945, que estabeleceu uma filosofia em que acreditava ser encontrada entre os místicos de todas as religiões. Ele já conhecia há algum tempo a experiência visionária alcançada pelo uso de drogas em certas religiões.

### Pesquisa de Humphry Osmond
Huxley tinha ouvido falar do uso do peiote pela primeira vez em cerimônias da Igreja Nativa Americana no Novo México, logo depois de chegar aos Estados Unidos em 1937. Ele tomou conhecimento do princípio ativo do cacto, a mescalina, depois de ler um artigo científico escrito por Humphry Osmond, psiquiatra britânico que trabalhava no Weyburn Mental Hospital, em Saskatchewan, no início de 1952. O texto de Osmond apresentou resultados de sua pesquisa sobre esquizofrenia, com os médicos Abram Hoffer e John Smythies, fazendo uso controlado da mescalina em pacientes. No epílogo de seu romance The Devils of Loudun, publicado no início daquele ano, Huxley havia escrito que as drogas eram "atalhos tóxicos para a autotranscendência". Para o escritor canadense George Woodcock, Huxley mudou de opinião porque a mescalina não era viciante e parecia não ter efeitos colaterais físicos ou mentais desagradáveis. Além disso, ele descobriu que a hipnose, a autohipnose e a meditação aparentemente falharam em produzir os resultados que desejava.

## A experiência de Huxley
Depois de ler o artigo de Osmond, Huxley enviou-lhe uma carta na quinta-feira, 10 de abril de 1952, expressando interesse na pesquisa e apresentando-se como "cobaia" experimental. Sua carta explicou suas motivações como sendo enraizadas na ideia de que o cérebro é uma válvula redutora que restringe a consciência, e esperançoso de que a mescalina poderia ajudá-lo a acessar um maior grau de consciência, ideia incluída mais tarde no livro. Refletindo sobre suas motivações declaradas, Woodcock escreveu que Huxley havia percebido que os caminhos para a iluminação eram muitos, incluindo oração e meditação. Ele esperava que as drogas também derrubassem as barreiras do ego, e ambas o aproximassem da iluminação espiritual e satisfizessem sua procura como buscador de conhecimento.
Em uma segunda carta no sábado, 19 de abril, Huxley convidou Osmond para permanecer em Los Angeles enquanto o visitava para participar da convenção da Associação Americana de Psiquiatria. Ele também escreveu que estava ansioso pela experiência com mescalina e assegurou a Osmond que seu médico não se opunha ao consumo. Huxley convidou seu amigo, o escritor Gerald Heard, para participar do experimento; embora Heard estivesse muito ocupado desta vez, juntou-se a ele para uma sessão em novembro daquele ano.

### Dia do experimento
Osmond chegou à casa de Huxley em West Hollywood no domingo, 3 de maio de 1953, e registrou suas impressões do famoso autor como um homem tolerante e gentil, embora esperasse o contrário. O psiquiatra tinha dúvidas sobre dar a droga a Huxley e escreveu: "Eu não gostei da possibilidade, por mais remota que seja, de ser o homem que deixou Aldous Huxley louco", mas, em vez disso, achou-o um sujeito ideal. Huxley era "astuto, prático e direto ao ponto" e sua esposa, Maria Nys, "eminentemente sensata". No geral, todos gostavam uns dos outros, o que era muito importante na administração do medicamento. A mescalina demorou a fazer efeito, mas Osmond percebeu que depois de duas horas e meia a droga já fazia efeito e depois de três horas Huxley estava respondendo bem. A experiência durou oito horas e tanto Osmond quanto Maria permaneceram com ele o tempo todo.
A experiência começou no escritório de Huxley antes que o grupo fizesse uma viagem de sete quarteirões até a loja The Owl Drug, conhecida como a maior drogaria do mundo, na esquina das avenidas Beverly e La Cienega. Huxley gostava particularmente da loja e da grande variedade de produtos disponíveis. Lá, contemplou uma variedade de pinturas em livros de arte. Para um de seus amigos, a visão distorcida de Huxley se manifestava tanto em um grande desejo de ver daquela forma quanto em um forte interesse pela pintura, o que influenciou a intensa natureza visual e artística de sua experiência.
Depois de voltar para casa para ouvir música, comer e passear no jardim, um amigo levou o trio para as colinas com vistas para a cidade. As fotografias mostram Huxley em pé, alternadamente com os braços nos quadris e estendidos com um sorriso no rosto. Finalmente, eles voltaram para casa e para a consciência comum. Um dos amigos de Huxley que o conheceu no dia disse que, apesar de escrever sobre o uso de calças de flanela, na verdade ele estava vestindo jeans. Huxley admitiu ter trocado o tecido porque Maria achava que ele deveria estar mais bem vestido para seus leitores. Osmond disse mais tarde que tinha uma foto do dia que mostrava Huxley vestindo flanelas.

### Compilação

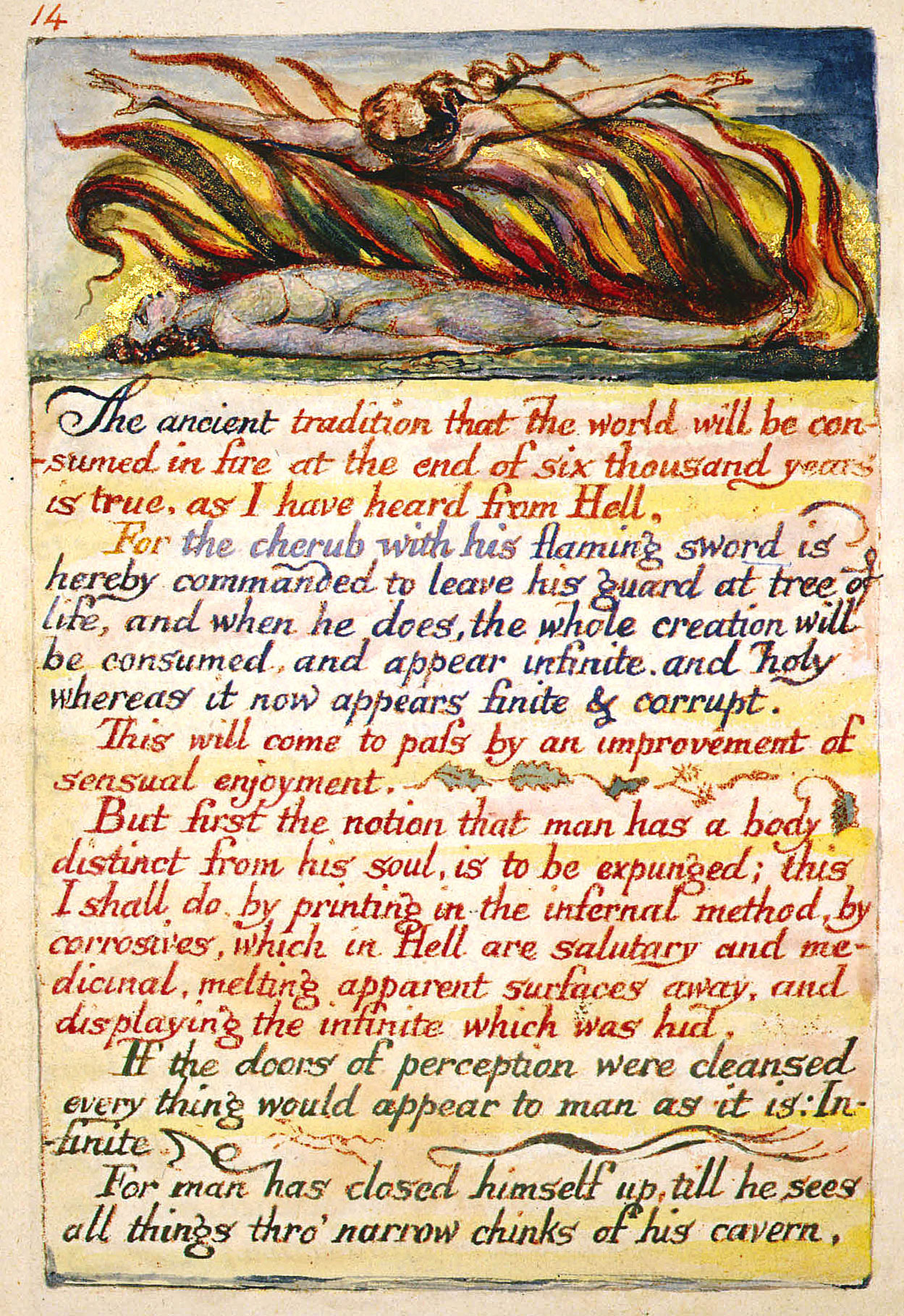
Uma das cópias das edições exclusivas pintadas à mão de William Blake, criadas para a impressão original do poema. A linha da qual Huxley retira o título está na penúltima estrofe. Esta cópia está atualmente no Museu Fitzwilliam.

Após a partida de Osmond, Huxley e Maria partiram para uma viagem de carro de três semanas e 8 000 quilômetros pelos parques nacionais do noroeste dos Estados unidos. Depois de retornar a Los Angeles, ele levou um mês para escrever o livro. The Doors of Perception foi o primeiro livro que Huxley dedicou à sua esposa Maria. Harold Raymond, da editora Chatto & Windus, disse sobre o manuscrito: "Você é a cobaia mais articulada que qualquer cientista poderia esperar envolver". O título foi tirado do poema de William Blake The Marriage of Heaven and Hell.
Se as portas da percepção fossem limpas, tudo pareceria ao homem como é: Infinito. Pois o homem se fechou até ver todas as coisas através das estreitas fendas de sua caverna.
Huxley havia usado a metáfora de Blake em The Doors of Perception ao discutir as pinturas de Johannes Vermeer e os irmãos Nain, e anteriormente em The Perennial Philosophy, para se referir ao uso da mortificação como meio de remover a miopia espiritual persistente e à ausência de separação na visão espiritual. Blake teve um impacto retumbante em Huxley: ele compartilhou muitas das revelações e interesses que Blake já apontava na arte e na literatura. No início da década de 1950, Huxley havia sofrido um ataque debilitante da doença ocular irite. Isso aumentou sua preocupação com sua visão já deficiente e grande parte de seu trabalho no início da década apresentava metáforas da visão.

## Sinopse
Após uma breve visão geral da pesquisa sobre a mescalina, Huxley conta que consumiu 0,4 g às 11h em um dia de maio de 1953. Huxley escreve que esperava obter insights sobre estados mentais extraordinários e esperava ver brilhantemente paisagens visionárias coloridas. Ele logo experimenta uma grande mudança em sua percepção do mundo externo. Às 12h30, um vaso de flores torna-se o "milagre, momento a momento, da existência nua". A experiência, afirma ele, não é nem agradável nem desagradável, mas simplesmente "é". Nesse estado, Huxley explica que não tinha um "eu", mas sim um "não-eu". Significado e existência, padrão e cor tornam-se mais significativos do que relações espaciais e tempo. A duração é substituída por um presente perpétuo.
Em resumo, Huxley escreve que a capacidade de pensar direito não é reduzida sob a influência da mescalina, as impressões visuais são intensificadas, e o experimentador humano não verá razão para ação porque a experiência é tão fascinante.